# منتخب الجزائر لكرة الهدف للسيدات
منتخب الجزائر لكرة الهدف للسيدات هو ممثل الجزائر الرسمي في المنافسات الدولية في كرة الهدف. حيث أن كرة الهدف هي رياضة جماعية مصممة خصيصًا للرياضيين الذين يعانون من ضعف البصرحيث يتنافس المشاركون في فرق مكونة من ثلاثة أفراد يحاولون رمي كرة تحتوي أجراس بداخلها إلى داخل مرمى الخصم. ويشارك الفريق في المسابقات الدولية.

## أساسيات

### الملعب والكرة
تتطلب قواعد كرة الهدف آي بي أس إيه أن يبلغ طول ميدان اللعب 18 مترًا (59 قدمًا) وعرضه 9 أمتار (30 قدمًا). وتمتد الأهداف على عرض الملعب. ينقسم الملعب إلى ستة أقسام متساوية، 3 × 9 أمتار (9.8 × 29.5 قدمًا).

### اللاعبين
يوجد في كل فريق ثلاثة لاعبين في الملعب في نفس الوقت مع وجود لاعب واحد إلى ثلاثة لاعبين بديلين على مقاعد البدلاء.

### الأهداف
يسجل الهدف نقطة واحدة ويتم تسجيله عندما تعبر الكرة خط المرمى بالكامل. والفريق الحاصل على أعلى الدرجات في نهاية الوقت التنظيمي هو الفائز. أما إذا نتج عن التنظيم التعادل فيتم لعب شوطين إضافيين مدة كل منهما ثلاث دقائق للحصول على هدف ذهبي (الهدف الأول يختتم المباراة). وإذا لم يتم تسجيل أي هدف خلال الوقت الإضافي يتم تنفيذ رميات جزاء ورميات عقوبة الإعدام المفاجئة. وفي حالة الوصول إلى فارق أهداف قدره عشرة يتم استدعاء الرحمة وإعلان فوز الفريق الرائد.

## الألعاب البارالمبية

### ريو دي جانيرو 2016
تنافس الفريق في دورة الألعاب البارالمبية الصيفية 2016 حيث أقيمت المنافسات من يوم الخميس 8 سبتمبر حتى النهائيات يوم الجمعة 16 سبتمبر 2016 في ساحة المستقبل المؤقتة بريو دي جانيرو في البرازيل.
ولم يتمكن المنتخب النسائي الجزائري من الوصول في الوقت المناسب لمباراتيهما ضد الولايات المتحدة. إذ غاب الفريق عن رحلات الربط في روما بعد انطلاقه من معسكر تدريبي في بولندا. وكانت هناك شكوك حول المقاطعة. وقال المتحدث باسم اللجنة البارالمبية الدولية ، كريج سبنس: "ما زالوا متمسكين بروايتهم بأنهم عانوا من أسوأ مشكلات النقل التي عرفها الإنسان. وما إذا كنا نعتقد ذلك أم لا، فهذا محل استفهام ونحن نتحقق من الأمر". وقد تم تسجيل أول مباراتين للفريق الآخر على أنهما فوزان بنتيجة 10-0. ووصل منتخب الجزائر إلى ريو يوم 11 سبتمبر. وصرح سبنس قائلاً: "أتمنى أن يتمكنوا من السفر من القرية الرياضية إلى ملعب مباراة الهدف في أقل من ستة أيام."

### طوكيو 2020
تأهل منتخب الجزائر للرجال والسيدات إلى دورة الألعاب البارالمبية طوكيو 2020 من خلال بطولة أفريقيا آي بي أس إيه 2020 والتي أقيمت في بورسعيد بمصر.
في يوم الأربعاء الموافق 21 أبريل 2021 تلقى الاتحاد الدولي لرياضة المكفوفين "إخطارًا بالانسحاب المتأخر لأحد فرق السيدات من دورة الألعاب البارالمبية طوكيو 2020". وبعد عدة أيام أعلنت اللجنة البارالمبية الدولية انسحاب فريق السيدات من الجزائر وحصلت مصر على المكان. ولم يتم الإشارة إلى سبب انسحاب الفريق.

## بطولات العالم

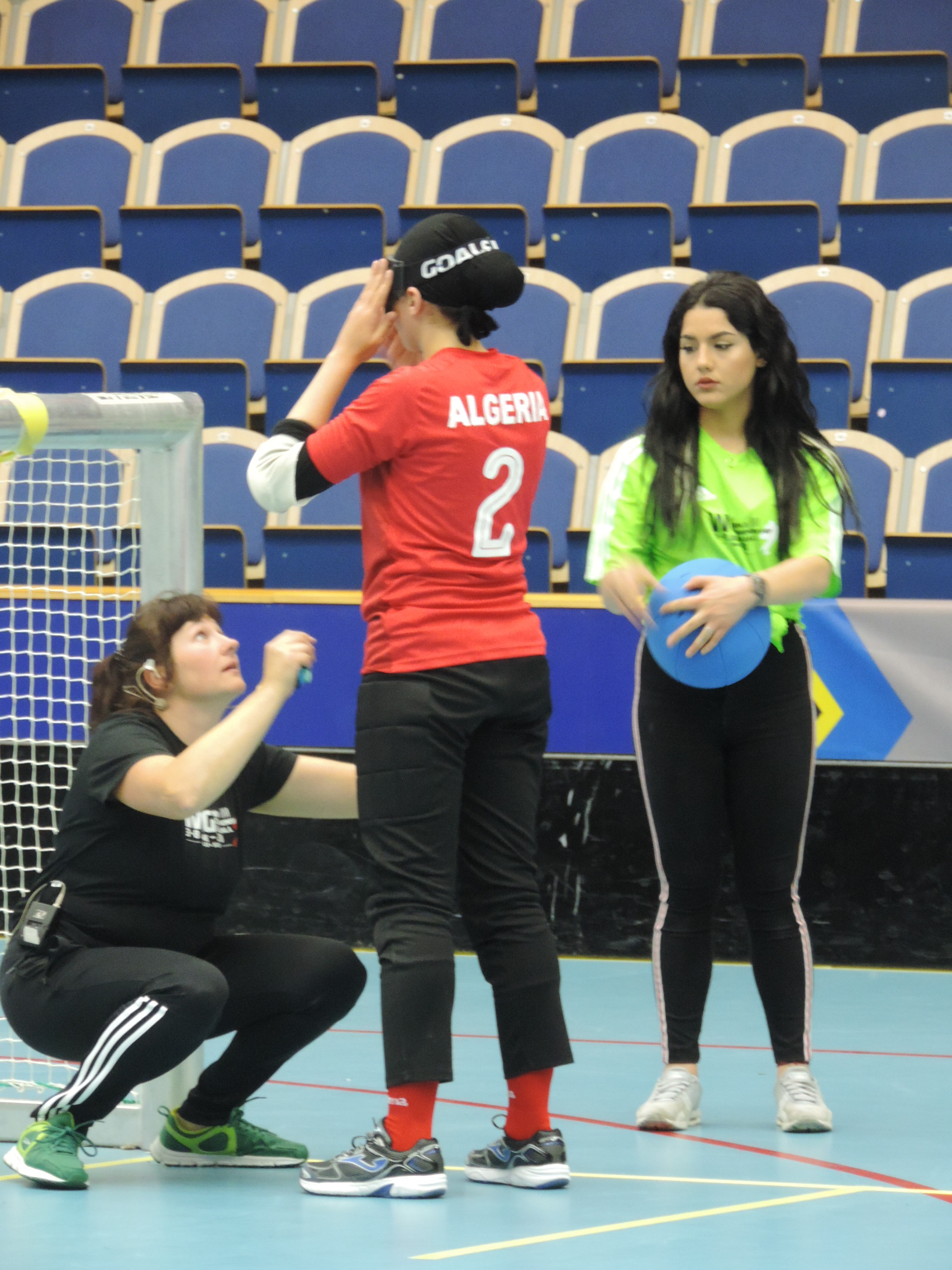
فحص ظلال العيون للرياضية رقم 2 في بطولة العالم للكرة الهدف في مالمو بالسويد (2018).

### مالمو 2018
تنافس الفريق في بطولة العالم 2018 من 3 إلى 8 يونيو 2018 في قاعة بالتيسكا بمالمو في السويد. واحتلوا المركز الخامس في المجموعة الرابعة وخسروا في ربع النهائي أمام روسيا 1:5، واحتلوا المركز السابع في الترتيب النهائي.

### ماتوسينهوس 2022
وتأهل الفريق للمنافسة في بطولة العالم 2022 بعد حصوله على المركز الأول في بطولة المنطقة 2021.
تنافس الفريق في بطولة العالم 2022 في الفترة من 7 إلى 16 ديسمبر 2022 في Centro de Desportos e كونغرسوس دي ماتوسينهوس بالبرتغال. وكان هناك ستة عشر فريقًا للرجال وستة عشر فريقًا للسيدات. واحتلوا المركز الخامس في المجموعة أ والعاشر في الترتيب النهائي.

## الألعاب العالمية آي بي أس إيه

### مدينة كيبيك 2003
أقيمت دورة الألعاب العالمية آي بي أس إيه لعام 2003 في مدينة كيبيك بكندا بمشاركة 10 فرق متنافسة. وكانت المرحلة الأولى عبارة عن لعب دور المجموعات بمشاركة 5 فرق في كل مجموعة، ويتقدم أفضل فريقين في كل مجموعة إلى الجولة التالية.

## البطولات الإقليمية
يتنافس الفريق في منطقة IBSA Africa لكرة الهدف.

### بورسعيد 2020
تنافس الفريق في الفترة من 2 إلى 5 مارس 2020 في بطولة إفريقيا لكرة الهدف IBSA 2020 في بورسعيد بمصر ضد مصر والمغرب. وكان من المفترض أن تكون هذه البطولة الإقليمية بمثابة بطولة إقليمية إذا شاركت فرق غانا وكينيا النسائية كما هو محدد في الأصل.
وفي دور المجموعات فازت الجزائر على المغرب بقاعدة الرحمة مرتين وعلى مصر بنتيجة 9:2 وبقاعدة الرحمة التي توقف المباراة إذا كانت النتيجة لا تسمح بفوز الخاسر فتجنبه إكمال المباراة بإنهائها. وفي الدور نصف النهائي تغلبت الجزائر على المغرب بنتيجة 12:7، وتغلبت على مصر في المباراة النهائية لتحصد الميدالية الذهبية.

### كيب كوست 2021
تنافس الفريق في بطولة إفريقيا لكرة الهدف IBSA 2021 من الإثنين 6 إلى الجمعة 10 ديسمبر 2021 في مجمع جامعة كيب كوست الرياضي بكيب كوست في غانا. وكانت هذه البطولة بمثابة تصفيات لبطولة العالم 2022. ومن بين الفرق النسائية الأربعة (الجزائر ومصر وغانا وكينيا) حيث تغلبت الجزائر على مصر لتحصل على الميدالية الذهبية.

## التاريخ التنافسي
يتضمن الجدول أدناه نتائج المباريات الفردية للفريق في المباريات والمسابقات الدولية.
| سنة  | حدث                      | الخصم    | تاريخ   | مكان              | فريق | فريق | الفائز   | مرجع   |
| ---- | ------------------------ | -------- | ------- | ----------------- | ---- | ---- | -------- | ------ |
| 2003 | بطولة العالم وألعاب IBSA | أوكرانيا | 7 أغسطس | مدينة كيبيك، كندا | 1    | 8    | أوكرانيا | [ 10 ] |
| 2003 | بطولة العالم وألعاب IBSA | الصين    | 7 أغسطس | مدينة كيبيك، كندا | 10   | 0    | الصين    | [ 10 ] |
| 2003 | بطولة العالم وألعاب IBSA | إسبانيا  | 7 أغسطس | مدينة كيبيك، كندا | 1    | 9    | إسبانيا  | [ 10 ] |
| 2003 | بطولة العالم وألعاب IBSA | البرازيل | 7 أغسطس | مدينة كيبيك، كندا | 0    | 10   | إسبانيا  | [ 10 ] |